# Kerson Huang
Kerson Huang (* 15. März 1928 in Nanning, China; † 1. September 2016 in Danvers, Massachusetts) war ein chinesischstämmiger US-amerikanischer theoretischer Physiker.
Huang wuchs in Manila auf. Er studierte Physik am Massachusetts Institute of Technology (MIT), wo er 1950 seinen Bachelor-Abschluss machte und 1953 bei Victor Weisskopf promovierte. 1953 bis 1955 war er Instructor am MIT. 1955 bis 1957 war er am Institute for Advanced Study und danach Assistant Professor am MIT, wo er 1961 Associate Professor und 1966 Professor wurde und 1999 emeritiert wurde. 1976 wurde er in die American Academy of Arts and Sciences aufgenommen. Er war seit seiner Gründung 1968 Mitglied des Center for Theoretical Physics (CTP) des MIT und außerdem im Laboratory for Nuclear Science. Zuletzt lebte er in Wakefield (Massachusetts).
Huang beschäftigte sich mit statistischer Mechanik (Theorie der Bose-Einstein-Kondensate bzw. der Bose-Gase) und Quantenfeldtheorie. Er ist durch verschiedene Lehrbücher bekannt, insbesondere durch sein Lehrbuch der Statistischen Mechanik aus den 1960er Jahren. In den 2000er Jahren wandte er sich der Biophysik zu.
Er zeigte mit Steven Weinberg, dass es eine maximale Temperatur gibt, oberhalb derer die Beschreibung von Teilchen der starken Wechselwirkung als Hadronen zusammenbricht. Mit Tsung-Dao Lee und Chen Ning Yang und mit Francis Low veröffentlichte er auch bedeutende Arbeiten zur schwachen Wechselwirkung, besonders zur Möglichkeit der experimentellen Beobachtung von  deren Paritätsverletzung.
Er übersetzte auch das Rubayat von Omar Chajjam aus der bekannten englischen Übersetzung von Fitzgerald ins Chinesische (Taiwan 1965, 1986) und das I Ging ins Englische (1984, World Scientific, Workman Publishing 1987, mit seiner Frau Rosemary Huang).
Er war Fellow der American Physical Society und der American Academy of Arts and Letters. Huang war Sloan Research Fellow und Guggenheim Fellow.

## Schriften
- Statistical Mechanics. John Wiley, 1964. 2. Auflage 1987, ISBN 0471815187
  - deutsche Übersetzung: Statistische Mechanik, 3 Bände, BI Hochschultaschenbücher 1964
- Introduction to statistical Physics. Taylor and Francis, 2001, ISBN 0-7484-0941-6.
- Quantum field theory- from operators to path integrals. Wiley, 1998, ISBN 0-471-14120-8.
- Quarks, Leptons and gauge fields. World Scientific, 1982. 2. Auflage 1992, ISBN 981-02-0659-3.
- Lectures on Statistical physics and protein folding. World Scientific, 2005.
- Fundamental Forces of Nature: The Story of Gauge Fields. World Scientific, 2007.